# Réseau géodésique de Polynésie française
Le Réseau géodésique de Polynésie française (RGPF) est un système géodésique couvrant le territoire de la Polynésie française. Il a été mis en place au début des années 1990.